# Pârâul Recea
Pârâul Recea este un curs de apă din localitatea Greci.
Acesta izvorăște în prezent de la izvorul "La Recea". Conform legendelor pârâul Recea izvorâse înainte de la "Izvorul lui Ghirlan" aflat pe un versant estic al culmii Pricopan. Izvorul avea un debit deosebit de ridicat și a trebuit să fie astupat cu lână din cauza faptului că inunda localitatea Greci.
În trecut pârâul se vărsa în Dunărea Veche și era folosit de negustorii greci din zonă pentru a aduce mărfuri pe apă.